# راندولف (ماساتشوستس)
راندولف (بالإنجليزية: Randolph, Massachusetts)‏ هي مدينة تقع في الولايات المتحدة في مقاطعة نورفولك، ماساتشوستس. يقدر عدد سكانها بـ 32,158 نسمة ومساحتها 27.2 كم2 وترتفع عن سطح البحر 56 متر.

## أعلام
- ماري إليانور ويلكينز فريمان
- بنجامين إيد ويلر
- داني ديفيس
- جين ماك أوليف